# Theodor Meißner
Theodor Josef Meißner (* 3. Februar 1870 in Plan, Böhmen; † 3. März 1952 in Wien) war ein österreichischer Privatbeamter und Politiker (SDAP). Meißner war verheiratet und Abgeordneter zum Nationalrat.
Theodor Meißner wurde als Sohn des Schmieds Theodor Meißner aus Plan, später Wien geboren. Er arbeitete als Maurergehilfe und war 1892 Ausschussmitglied des Vereines der Bauarbeiter für die im Reichsrate vertretenen Königreiche und Länder, der sich am 18. Dezember 1892 konstituierte. Meißner war ab 1914 Obmann des Zentralverbandes der Bauarbeiter Österreichs und bis zum 29. Mai 1929 Obmann der Österreichischen Baugewerkschaft. Des Weiteren war Meißner als Mitglied des Landesparteivorstandes in der Sozialdemokratischen Arbeiterpartei des Burgenlands aktiv und hatte zwischen 1925 und 1932 das Amt des Ersten Präsident der Burgenländischen Arbeiterkammer inne. Meißner war zwischen dem 5. Juni 1919 und dem 9. November 1920 Mitglied der Konstituierenden Nationalversammlung und gehörte danach vom 20. November 1923 bis zum 1. Oktober 1930 dem Nationalrat als Abgeordneter der Sozialdemokratischen Arbeiterpartei an.